# Колышкино (Волгоградская область)
Колышкино — село в Старополтавском районе Волгоградской области. Административный центр Колышкинского сельского поселения.
Село расположено на восточном берегу Волгоградского водохранилища в 50 км восточнее районного центра села Старая Полтавка.

## История
Согласно Списку населённых мест Самарской губернии 1910 года Колышкино относилось к Иловатской волости Новоузенского уезда Самарской губернии. Население села составляли бывшие государственные крестьяне, преимущественно малороссы, православные, всего 1637 мужчин и 1587 женщин. В селе имелись церковь, церковно-приходская и земская школы, 2 паровые и 3 ветряные мельницы, паровая маслобойня.
С 1922 года в составе Зельманского кантона АССР немцев Поволжья. Село являлось административным центром Колышкинского сельского совета. Согласно переписи населения 1926 года в селе насчитывалось 387 домохозяйств, из них немецких - 10.
28 августа 1941 года был издан Указ Президиума ВС СССР о переселении немцев, проживающих в районах Поволжья. Немецкое население АССР немцев Поволжья депортировано. Село в составе Иловатского района отошло к Сталинградской области (с 1961 года - Волгоградской). В 1963 году в связи с упразднением Иловатского района передано в состав Николаевского района, в 1964 году включено в состав Старополтавского района.

## Население
Динамика численности населения по годам:
| 1859 | 1889 | 1910 | 1926 | 1987 | 2002 |
| ---- | ---- | ---- | ---- | ---- | ---- |
| 1502 | 2646 | 3224 | 1692 | ≈910 | 743  |

| 2010 | 2012 | 2013 | 2014 | 2015 | 2016 | 2017 |
| ---- | ---- | ---- | ---- | ---- | ---- | ---- |
| 545  | ↘525 | ↗533 | ↘504 | ↘494 | ↘492 | ↘482 |
| 2018 | 2019 | 2020 | 2021 |      |      |      |
| ↘471 | ↘464 | ↘458 | ↘430 |      |      |      |